# Rolls-Royce T406
Le Rolls-Royce T406, désignation interne de la compagnie « AE 1107C-Liberty », est un turbopropulseur de forte puissance propulsant l'appareil de transport convertible Boeing-Bell V-22 Osprey, actuellement en service dans le corps des Marines et l'armée de l'air des États-Unis.
Il délivre une puissance maximale sur l'arbre de 6 150 ch, soit 4 586 kW.

## Caractéristiques techniques
Le T406/AE1107C Liberty partage un cœur en commun avec celui des Rolls-Royce AE 3007 et AE 2100,.
Le moteur, de conception modulaire pour faciliter la maintenance, est constitué d'un compresseur axial à 14 étages, suivi d'une chambre de combustion annulaire et d'une turbine de régénération à 2 étages. Une turbine libre à 2 étages dite « de puissance », fournissant du couple sur l'arbre entraînant l'hélice du moteur, est également présente dans le moteur, à l'arrière de la turbine de régénération et juste avant la tuyère d'éjection des gaz. Les guides de stator des six premiers étages du compresseur sont à incidence variable, et le système de lubrification du moteur a été conçu pour pouvoir accepter de fonctionner de longues périodes en position verticale.
Les T406 du V-22 sont contenus dans des nacelles pivotantes installées à l'extrémité des ailes de l'avion, ce qui lui donne ses caractéristiques de vol si particulières. Pour le décollage et l'atterrissage, les nacelles sont orientées verticalement, à 90° du fuselage, alors qu'elles sont parallèles à celui-ci pour le vol horizontal classique. Pour des raisons de sécurité, les moteurs sont reliés entre eux par un arbre de transmission, ce qui signifie que chacun des deux moteurs peut entraîner seul les deux hélices de l'avion en cas de défaillance de l'autre moteur. L'avion ne peut toutefois plus effectuer d'atterrissage vertical dans ces conditions.

## Histoire opérationnelle
En avril 2012, le département de la Défense des États-Unis (DoD) passa une commande de 70 exemplaires du T406 pour l'Osprey, avec des options pour un nombre s'élevant à un total de 268 moteurs, le tout pour un montant de 598 millions de dollars.
Le T406 a été un temps envisagé comme une solution intéressante et relativement peu coûteuse pour la mise à jour d'hélicoptères de transport lourds tels que les CH-47 Chinook et CH-53 Sea Stallion. Les turbomoteurs MT7, qui sont utilisés pour propulser l'aéroglisseur de transport Ship-to-Shore Connector, sont un concept dérivé de celui du T406.
D'après le constructeur, les moteurs du Block 4 de production devraient délivrer une puissance de 10 000 ch. Ceux du Block 3, en cours d'installation dans les Ospreys depuis 2014, avaient déjà apporté un gain de performances de 17 % en conditions chaudes et à hautes altitudes (des conditions caractéristiques de théâtres d'opérations tels que l'Afghanistan).
En 2009 Le Government Accountability Office (GAO) remarqua que les moteurs avaient tendance à casser après moins de 400 heures de service, alors que leur durée de vie était normalement estimée à 500~600 heures. De multiples mises-à-jour de la plateforme du moteur, en 2012 et 2013, ont permis d'augmenter de manière significative la durée de vie du moteur. Un problème récurrent de ces moteurs est leur propension à être victimes de décrochages de compresseur, avec 68 incidents répertoriés entre 2003 et octobre 2016, bien que la fréquence de ces incidents semble avoir diminué depuis l'introduction du Block 3 du moteur sur les appareils en service.
Le Naval Air Systems Command (en) a l'intention d'attribuer à Rolls-Royce deux contrats pour examiner l'efficacité de modifications proposées pour améliorer la fiabilité du moteur. La première concerne la mise à jour du logiciel interne de gestion du moteur, qui modifierait la loi de fonctionnement des guides à incidence variable du compresseur, permettant ainsi, d'après des tests effectués en interne, d'augmenter la marge de décrochage de 0,8 % au niveau de la mer et 3 % en altitude. La seconde est la découverte qu'un capteur de température installé à l'entrée du compresseur envoyait des données erronées au calculateur, ce problème pouvant également être résolu via une autre mise à jour logicielle. En outre, Boeing-Bell annonce en 2017 être en train de développer un système de barrière d'entrée d'air permettant de réduire la perte de puissance liée à l'ingestion par le moteur de poussières et de particules fines (terre, sable, etc.). Ce système viendrait s'ajouter au système déjà existant de séparation des particules par centrifugation, et permettrait de purifier au mieux l'air entrant dans le moteur, ce qui au passage augmenterait sa durée de vie en limitant son usure en fonctionnement.

## Application
- Boeing-Bell V-22 Osprey